# Антоново (Сернурський район)
Анто́ново (рос. Антоново, марій. Тоскисола) — присілок у складі Сернурського району Марій Ел, Росія. Входить до складу Чендемеровського сільського поселення.

## Населення
Населення — 58 осіб (2010; 54 у 2002).
Національний склад (станом на 2002 рік):
- марі — 100 %